# On the Prowl (Loudness)
On the Prowl è il nono album del gruppo giapponese Loudness, pubblicato nel 1991 per l'etichetta discografica Atco Records.

## Il disco
Ultimo album del gruppo con Mike Vescera (che abbandonerà durante il tour negli Stati Uniti per unirsi al gruppo di Yngwie Malmsteen), riscosse un successo inferiore rispetto al precedente lavoro per via del fatto che era costituito da quattro tracce inedite e sette cover di brani provenienti dai primi album. In questi brani i testi sono ancora accreditati a Niihara nonostante questi fossero stati riadattati e riscritti da Vescera.

## Tracce
1. Down 'N' Dirty (Akira Takasaki, Mike Vescera) - 4:39
2. Playin' Games (Takasaki, Vescera) - 3:47
3. Love Toys (Mark Dearnley, Takasaki, Vescera) - 4:06
4. Never Again (Takasaki, Minoru Niihara) - 5:10, cover di Silent Sword (b-side del singolo Risky Woman)
5. Deadly Prayer (Takasaki, Niihara) - 4:51, cover di Lonely Prayer (dall'album Devil Soldier)
6. Take It Or Leave It (Takasaki, Niihara) - 4:26, cover di Milky Way (dall'album Disillusion)
7. Girl (Takasaki, Niihara) - 4:12, cover di Girl (dall'album Devil Soldier)
8. Long Distance (Takasaki, Niihara) - 4:19, cover di Long Distance Love (dall'EP Jealousy)
9. In the Mirror (Takasaki, Niihara) - 3:36, cover di In the Mirror (dall'album The Law of Devil's Land)
10. Sleepless Night (Takasaki, Niihara) - 4:29, cover di Sleepless Night (dall'album The Law of Devil's Land)
11. Find a Way (Takasaki, Niihara) - 7:33, cover di To Be Demon (dall'album The Birthday Eve)

## Formazione

### Gruppo
- Mike Vescera - voce
- Akira Takasaki - chitarra
- Masayoshi Yamashita - basso
- Munetaka Higuchi - batteria

### Altri musicisti
- Jim Vilkas - tastiere[1]